# PC-88
Le PC-88 (de son nom complet NEC PC-8801) est un micro-ordinateur japonais créé par NEC en 1981 et basé à sa sortie sur le microprocesseur Zilog Z80. Le PC-88 a connu un franc succès au Japon, mais n'a été commercialisé dans aucun autre pays.

## Configuration
- Processeur : NEC μPD780C-1 (en) (compatible Z80A)
- Résolutions : 640×200, 640×400, 320×200, 320×400
- Mémoire : 1,5 MB ROM, 512 KB RAM
- Son : 3 canaux FM + 3 SSG + 6 rythmes + 1 ADPCM

Pour son époque, le PC-88 offrait une haute définition d'écran. Cependant, il ne pouvait offrir que 8 couleurs simultanément sur une palette de 512 couleurs au total et son mode 640×400 était monochrome. Ses capacités sonores étaient aussi très en avance par rapport à celles des autres machines de l'époque.

## Logiciels
Quelques sociétés ont développé des logiciels exclusifs pour cette plate-forme comme Enix, Square, Sega, Falcom, Bandai Soft, HAL Laboratory, ASCII, Pony Canyon, T&E Soft, ou encore WolfTeam. Beaucoup de séries de jeux vidéo populaires sont sorties sur ce micro-ordinateur telles Snatcher, Thexder, Dragon Slayer et Ys.
Hudson Soft demanda à Nintendo de porter certains titres sortis auparavant sur Famicom comme Excitebike, Balloon Fight, Tennis, Donkey Kong 3, Golf et Ice Climber, ainsi que des ports exclusifs au PC-88 de Mario Bros. comme Mario Bros. Special et Punch Ball Mario Bros.. De manière plus notable, ils développèrent une version unique de Super Mario Bros. pour le PC-88 intitulée Super Mario Bros. Special. Le jeu est depuis tombé dans l'oubli ; ainsi, les fans l'appellent les vrais « Lost Levels ».
Le système possédait aussi son propre langage BASIC (le N88-BASIC), ce qui était plutôt commun pour les ordinateurs personnels durant les années 1980.